# Javier Cabot
Javier Cabot Durán (* 27. September 1953 in Barcelona) ist ein ehemaliger spanischer Hockeyspieler. Er gewann 1980 mit der spanischen Nationalmannschaft die olympische Silbermedaille.

## Karriere
1979 erreichte die spanische Nationalmannschaft das Finale bei den Mittelmeerspielen in Split und gewann Silber hinter den Jugoslawen. Am Herrenwettbewerb bei den Olympischen Spielen 1980 nahmen wegen des Olympiaboykotts nur sechs Mannschaften teil, die in der Vorrunde gegen jede andere Mannschaft antraten. Die Spanier belegten in der Vorrunde mit vier Siegen und einem Unentschieden den ersten Platz und traten im Kampf um die Goldmedaille gegen die in der Vorrunde zweitplatzierte indische Mannschaft an. Das Finale gewannen die Inder mit 4:3. Bei Cabots zweiter Olympiateilnahme 1984 in Los Angeles belegten die Spanier in der Vorrundengruppe den vierten Platz. In den Platzierungsspielen unterlagen sie den Niederländern nach Penaltyschießen und belegten am Ende den achten Platz.
Auf Vereinsebene spielte Cabot für den Real Club de Polo de Barcelona, mit dem er fünfmal spanischer Meister wurde. Im gleichen Verein spielte auch sein Bruder Ricardo Cabot. Beider Vater Ricardo Cabot y Boix hatte 1948 für Spanien an den Olympischen Spielen in London teilgenommen.